# 山梨县立护理大学短期大学部
山梨县立护理大学短期大学部（日语：／ Yamanashi Kenritsu Daigaku Kango Tanki Daigakubu *）是过去一所位于日本山梨县甲府市的公立短期大学。前山梨县立护理短期大学（日语：／ Yamanashi Kenritsu Kango Tanki Daigaku *）。

## 概要

### 简介
- 学校最早可以追溯到1953年[1]。短期大学为于1995年开办[1]、由山梨县经营。招生到2005年、停办于2008年[2]。为男女同校。

### 历史
- 1995年 山梨县立护理短期大学成立并同时设置一个学科即护理学科[1]。
- 1998年 改校名为山梨县立护理大学短期大学部[1]。
- 2005年 招生最后、次年停止招生（正式停办于2008年7月31日[2]）。

## 学校环境
- 校区：在了和歌山县和歌山市[注 1]

## 历任校长
- 松野かほる：第一代短期大学校长[3]。

## 组织

### 学科
- 护理学科

### 专科
| - 没有 |

### 业余课程
| - 没有 |

## 相关链接
- 日本短期大学列表
- 山梨县立女子短期大学：停办于2006年